# Prawo Boyle’a-Mariotte’a
Prawo Boyle’a-Mariotte’a, zwane też (głównie w krajach anglosaskich) prawem Boyle’a, a prawem Mariotte’a we Francji, zostało ogłoszone w 1662 r. przez brytyjskiego naukowca Roberta Boyle’a, a niezależnie od niego w 1676 r. przez Francuza Edme'a Mariotte’a. Prawo to dotyczy zachowania gazu doskonałego w przemianie izotermicznej:
„W stałej temperaturze objętość {\displaystyle V} danej masy gazu jest odwrotnie proporcjonalna do jego ciśnienia {\displaystyle p.}”
W formie matematycznej można to przedstawić jako:
{\displaystyle pV=const}
lub
{\displaystyle V\sim {\frac {1}{p}}.}
Prawo Boyle’a-Mariotte’a stanowiło jedną z przesłanek do wyprowadzenia równania stanu gazu doskonałego znanego jako równanie Clapeyrona.
Dla gazów rzeczywistych ze względu na oddziaływania międzycząsteczkowe oraz niezerową objętość własną cząsteczek gazu (cząsteczki gazu doskonałego są punktowe) prawo to nie może być spełnione.